# KZ-Außenlager Saulgau
Das KZ-Außenlager Saulgau war ein Außenlager des KZ Dachau und bestand von August 1943 bis April 1945 in der oberschwäbischen Stadt Saulgau im heutigen Baden-Württemberg.
Die etwa 400 Häftlinge des Außenlagers, das von dem Unternehmen Luftschiffbau Zeppelin unterhalten wurde, produzierten Einzelteile des Aggregats 4; einer Rakete, die unter der Propagandabezeichnung „Vergeltungswaffe 2“ bekannt wurde.

## Geschichte

### Entstehung des Außenlagers
Das Außenlager Saulgau entstand ab August 1943 im Zuge der Verlagerung kriegswichtiger Betriebe aus Friedrichshafen, einem Zentrum der Rüstungsindustrie des nationalsozialistischen Deutschen Reiches. Die Entscheidung zur Verlagerung der Rüstungsproduktion fiel vermutlich im zweiten Quartal 1943 und dürfte durch einen britischen Luftangriff am 21. Juni 1943 beschleunigt worden sein, bei dem auch die Zeppelinwerke in Friedrichshafen getroffen wurden. Die Zeppelinwerke produzierten Einzelteile des Aggregats 4, seit Juni 1943 auch unter dem Einsatz von KZ-Häftlingen, die im dortigen Außenlager untergebracht waren.
Als neuer Standort für die Produktion von Einzelteilen für das Aggregat 4 wurde das knapp 50 Kilometer nördlich von Friedrichshafen gelegene, ländlich geprägte Saulgau ausgewählt. Die dort ansässige Erntemaschinenfabrik Bautz hatte 1942 die „Binderhalle“, eine Produktionshalle für Bindemäher, errichtet, die für die Produktion der Raketenteile geeignet erschien. Die Firmenleitung von Bautz wandte sich anfänglich gegen die Umwidmung ihres Betriebes, gab dann aber dem Druck von Gestapo, ihres eigenen Aufsichtsratsvorsitzenden, örtlicher NSDAP-Funktionäre sowie der Zeppelinwerke nach. Aus Sicht des nationalsozialistischen Regimes war die Produktionsverlagerung nach Saulgau erfolgreich: Die Nutzung der Fabrik in Saulgau zur Raketenproduktion entging der britischen Luftaufklärung; bis Kriegsende kam es zu keinen Luftangriffen auf Saulgau.
Im August 1943 wurden die ersten 50 Häftlinge vom Außenlager Friedrichshafen nach Saulgau verlegt. Zunächst mit Umbauarbeiten in der Binderhalle von Bautz beschäftigt, wurden die Häftlinge wenige Wochen später zum Bau des Außenlagers in Saulgau eingesetzt. Das auf eine Kapazität von 600 Häftlingen ausgelegte Lager wurde in unmittelbarer Nachbarschaft zum Werksgelände von Bautz zwischen zwei Ausfallstraßen errichtet. Auf einem rechteckigen Gelände entstanden vier Baracken als Unterkünfte für die Häftlinge, eine Küchenbaracke, eine Waschküche sowie ein Kohlenlager. Das Lager war mit doppeltem, zeitweise elektrisch geladenem Stacheldraht umzäunt. In den vier Ecken befanden sich 4,5 Meter hohe Wachtürme, auf denen sich ständig bewaffnete Posten aufhielten. Außerhalb des Lagers entstand eine Baracke für die Wachmannschaft der SS. Der Aufbau des Lagers war im Dezember 1943 beendet.

### Häftlinge, Wachmannschaft und Haftbedingungen
In der Produktionsphase zwischen Januar 1944 und März 1945 befanden sich etwa 350 bis 430 KZ-Häftlinge in Saulgau. Einer Aufstellung vom 13. Januar 1945 zufolge waren von den 433 Häftlingen 364 aus politischen Gründen in „Schutzhaft“; 34 Häftlinge wurden von der SS als „Asoziale“ klassifiziert und weitere 35 als „Kriminelle“. Ein Drittel der Häftlinge stammte aus der Sowjetunion, ein Viertel waren deutsche Staatsangehörige, ein Fünftel kam aus Polen. 48 Häftlinge waren Funktionshäftlinge, die von der SS als Aufseher im Arbeitseinsatz oder zu anderen Kontroll-, Ordnungs- und Verwaltungsaufgaben gegenüber Mitgefangenen eingesetzt wurden.
Die Wachmannschaft bestand aus maximal 30 SS-Angehörigen, von denen vermutlich 40 % Volksdeutsche waren. Zudem waren vier Wachhunde vorhanden. Schutzhaftlagerführer war SS-Obersturmführer Georg Grünberg, der die gleiche Funktion auch im Außenlager Friedrichshafen und später im KZ-Außenlager Überlingen-Aufkirch ausübte und nur tageweise in Saulgau anwesend war. Hans Nikol Sengenberger war als Oberscharführer Lagerführer. Sengenbergers Führungsstil war nach späteren Häftlingsaussagen von persönlichen Schikanen und Einschüchterungen gekennzeichnet; in der Lagerhierarchie förderte er die kriminellen Häftlinge. Am 1. Dezember 1944 wurde Sengenberger durch den SS-Hauptsturmführer Ludwig Geiß abgelöst, zuvor Lagerkommandant im KZ-Außenlager Germering. Geiß wird von Häftlingen als Ausnahmeerscheinung in der SS geschildert und als „korrekt“, „mitfühlend“, „hochanständig“ und „human“ charakterisiert. Beim Eintreffen in Saulgau verbot er den Wachmannschaften jegliche Brutalität und Schikane; in der Folgezeit kaufte er zusätzliche Lebensmittel ein und besorgte Medikamente für die Häftlinge.
Als Lagerältester, die höchste Position, die ein Häftling erreichen konnte, fungierte ein 1911 geborener Uhrmacher, der nach mehreren Vorstrafen 1935 wegen Diebstahls zu fünf Jahren Zuchthaus verurteilt worden war und ab 1940 als krimineller Häftling im KZ Dachau inhaftiert war. Dort war er Versuchsperson bei den Malariaversuchen des KZ-Arztes Claus Schilling. Als Lagerältester genoss er besondere Vorrechte wie ein eigenes, geräumiges Zimmer. Gedeckt von der SS konnte der Lagerälteste in Saulgau ein brutales Regime etablieren; in Berichten der Häftlinge wird er für viele Fälle der Anordnung von Prügelstrafe verantwortlich gemacht.

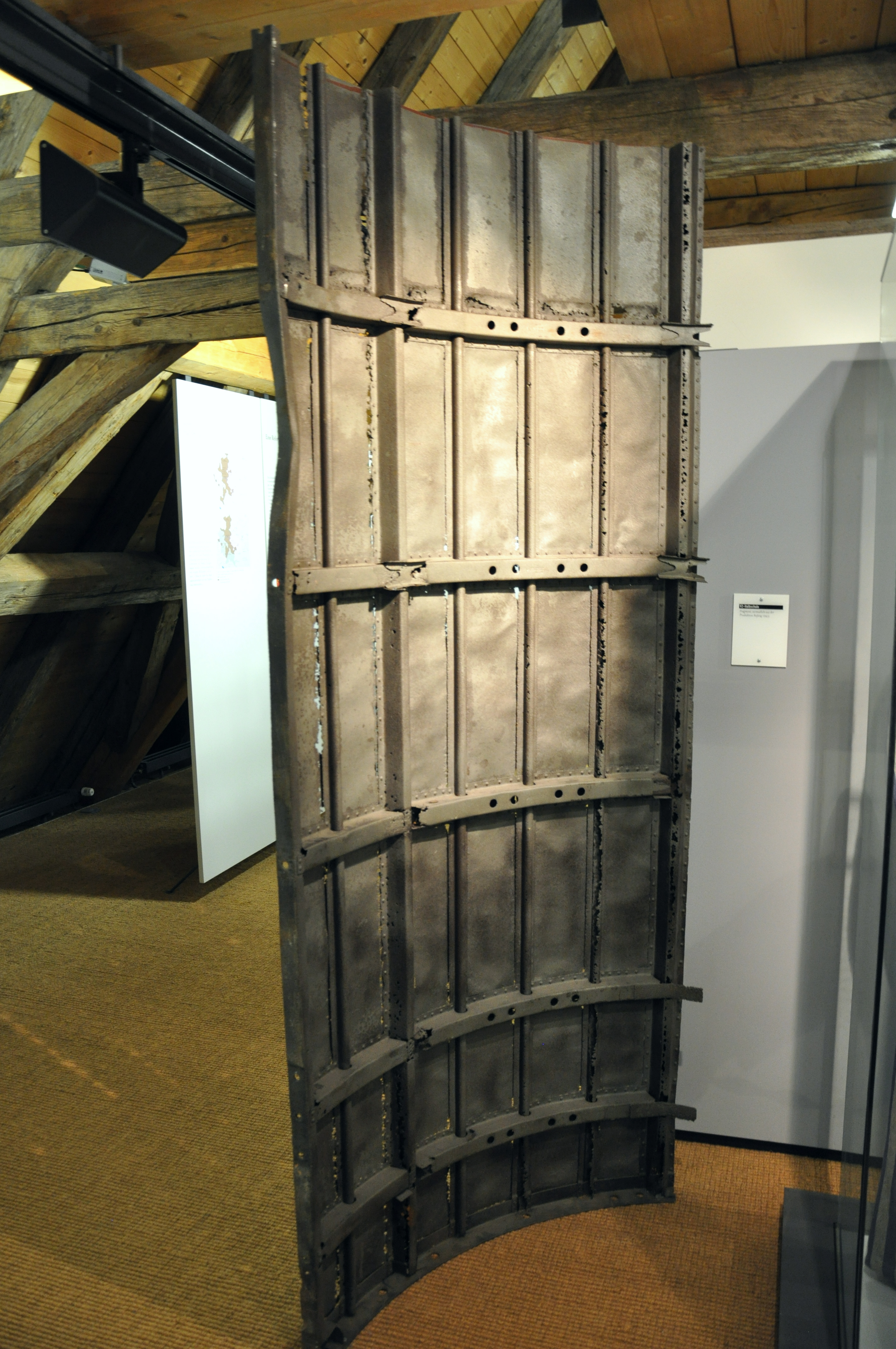
Stadtmuseum Bad Saulgau: V2-Halbschale wohl aus der Produktion 1945

In Saulgau wurden Teile der beiden Treibstofftanks und die sogenannten Halbschalen des Aggregats 4 produziert. Zwei Halbschalen dienten zur Außenverkleidung des Mittelstücks des Aggregats 4. In der Binderhalle arbeiteten gleichermaßen Zivilbeschäftigte wie auch KZ-Häftlinge unter Aufsicht von Industriemeistern der Firma Bautz. Die Friedrichshafener Zeppelinwerke behielten die Produktionsverantwortung. Von Januar bis Ende September 1944 wurden 1179 Halbschalen produziert, insgesamt dürfte für etwa die Hälfte der V2-Raketen Halbschalen aus Saulgau verwandt worden sein. Die in Saulgau produzierten Raketenteile wurde per Bahn in das KZ Dora-Mittelbau transportiert, wo die Endmontage des Aggregats 4 erfolgte. Einer Liste vom 13. Januar 1945 zufolge wurden 372 KZ-Häftlinge bei der Produktion eingesetzt, hiervon waren 213 Hilfsarbeiter und 159 Facharbeiter, überwiegend aus metallverarbeitenden Berufen. Auch während der elfstündigen Schichten in der Binderhalle wurden die Häftlinge von Kapos und Wachposten geschlagen oder unter dem Einsatz von Wachhunden misshandelt; der Produktionsleiter ohrfeigte die Gefangenen oder verweigerte ihnen die Zwischenmahlzeit. Materialmangel unterbrach zeitweise die Produktion der Raketenteile. In diesen Zeiten wurden die Häftlinge für andere Arbeiten eingesetzt, insbesondere bei Bauarbeiten für die Stadt Saulgau, aber auch bei der Suche nach Blindgängern nach Luftangriffen im Umland von Saulgau.
Zeitzeugeninterviews zufolge war den Einheimischen die Rüstungsproduktion bekannt. Die KZ-Häftlinge transportierten Raketenteile auf Handwagen durch Saulgau, da die Teile zur Sicherung gegen Luftangriffe dezentral gelagert wurden. Das Außenlager war nicht von einer Mauer umgeben, so dass von zwei Ausfallstraßen Einsichtmöglichkeiten auch auf den Appellplatz bestanden. Appelle dauerten bis zu drei Stunden unter ständigem Strammstehen, auch bei Dauerregen oder hochsommerlichen Temperaturen. Zwei Frauen aus Saulgau unterhielten tote Briefkästen, mit deren Hilfe KZ-Häftlinge Nachrichten an ihre Angehörigen senden konnten, ohne dass diese der Postzensur unterlagen.
Aus den erhaltenen Unterlagen über das Außenlager Saulgau lässt sich kein klares Bild über Fluchtversuche von Häftlingen gewinnen. Vermutlich gab es etwa zehn, zum Teil erfolgreiche Fluchtversuche. Übereinstimmenden Zeitzeugenberichten zufolge stöberte 1944 eine Menschenmenge aus Landwirten, Volkssturm, Frauen und Schülern einen entflohenen Häftling in einem Wald bei Boos auf. Der Häftling entzog sich seiner Festnahme durch Suizid; zuvor war er durch einen aus der Menge abgefeuerten Schuss am Fuß verletzt worden.
Die Ernährung der Häftlinge war von Eintönigkeit, zu knappen Portionen und minderwertigen, teilweise angefaulten Nahrungsmitteln gekennzeichnet. Das Frühstück bestand aus 200 Gramm Brot pro Häftling und Tee, in der Binderhalle gab es vormittags eine Brotzeit mit etwas Wurst und Margarine; das Mittagessen war in der Regel eine Steckrübensuppe, zum Abendessen gab es abwechselnd Suppe oder ein kaltes Vesper. Aus Hunger nahmen Häftlinge Zugriff auf das Futter der Wachhunde oder Kartoffellieferungen, die für die Betriebsküche von Bautz bestimmt waren. Angestellte von Bautz versuchten auf teilweise illegalem Wege, den Häftlingen zusätzliche Nahrungsmittel zukommen zu lassen. Trotz besserer sanitären Verhältnissen als in anderen Konzentrationslagern gelang es in Saulgau nicht, die Läuse- und Wanzenplage in den Häftlingsbaracken unter Kontrolle zu bringen. Bis März 1945 starben sechs Häftlinge in Saulgau, Todesursache waren Krankheiten oder Arbeitsunfälle. Im Vergleich zu den Außenlagern Friedrichshafen und Überlingen-Aufkirch, aber auch in denen des Unternehmens Wüste an der Schwäbischen Alb, gelten die Haftbedingungen in Saulgau als etwas günstiger. Als Ursache wird die Bedeutung gesehen, die das nationalsozialistische Regime den „Vergeltungswaffen“ beimaß:

„Der Stellenwert, den das Regime der neuen Waffe einräumte, verlangte einen schnellen und ungestörten Produktionsablauf. Häftlingsausfälle durch Krankheit oder hohe Todesraten hätten die Kontinuität der Fertigung erheblich gestört. Die wenigen Todesfälle während der Produktionsphase bestätigen dies. Nicht ein besonders menschliches Verhalten der SS bedingte die etwas günstigeren Umstände in Saulgau sondern die ungestörte Ausbeutung der Häftlinge für den raschen Kriegseinsatz des Aggregats 4 gab dafür den Ausschlag.“

#### Bekannte Häftlinge

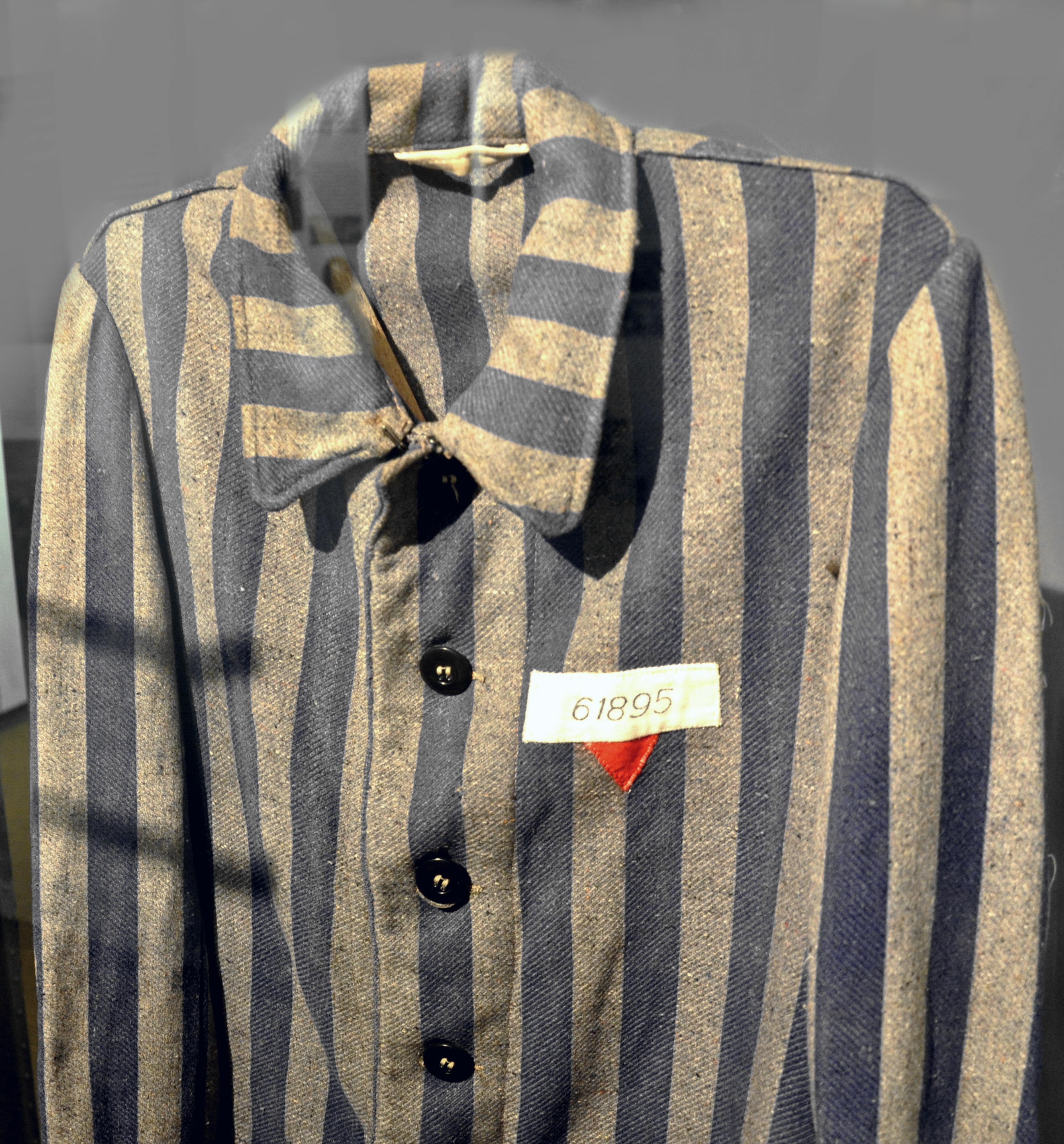
Stadtmuseum Bad Saulgau: Häftlingsanzug von Dr. Ivan Matijašić; der rote Winkel weist ihn als politischen Häftling aus.

Ivan Matijašić wurde 1916 in Kroatien geboren. Weil er jugoslawischen Partisanen ärztliche Hilfe geleistet hatte, wurde er im Herbst 1943 in seiner Heimatstadt Pazin verhaftet und kam über Triest am 16. Januar 1944 in das KZ Dachau und im Juni nach Saulgau. Hier trat er die Nachfolge des verstorbenen Häftlingsarztes an. Vielen Häftlingen konnte er das Leben retten. Nach der Befreiung des Lagers am 23. April 1945 wurde Dr. Matijašić zum Chefarzt des Saulgauer Kreiskrankenhauses ernannt. Im August desselben Jahres kehrte er in seine kroatische Heimat zurück.

### Endphase als Lazarettlager
Die Verlegung von 151 Häftlingen von Saulgau in das Außenlager Überlingen-Aufkirch am 25. Februar 1945 führte zu einem Rückgang der in Saulgau produzierten Raketenteile. Endgültig eingestellt wurde die Produktion am 30. März. Am 4. April sollten 254 Häftlinge per Zug in das KZ Dora-Mittelbau verlegt werden. Wegen Luftangriffen wurde dieser Zug ins KZ Dachau umgeleitet, wo er am 8. April ankam. Viele Häftlinge aus Saulgau nahmen an den Todesmärschen von Dachau Richtung Tirol teil, einigen gelang dabei die Flucht.
Am 5. April traf in Saulgau ein Transport von 214 schwerkranken Häftlingen aus dem Außenlager Überlingen-Aufkirch ein. Die Häftlinge waren dort beim Bau eines unterirdischen Stollensystems eingesetzt worden, in das Friedrichshafener Rüstungsbetriebe verlegt werden sollten. Arbeitsunfälle, mangelhafte Ernährung und katastrophale hygienische Verhältnisse führten in Überlingen zu zahlreichen Toten und einem hohen Krankenstand. Bei der Ankunft in Saulgau waren die „Häftlinge aus Überlingen […] vollkommen abgemagert, fast verhungert, abgerissen und völlig verlaust. Die meisten von ihnen konnten kaum gehen.“ Zwei Häftlinge waren während der Zugfahrt in Güterwagen gestorben, etliche andere unterkühlt. Die in Saulgau verbliebenen Häftlinge brachte die Gehunfähigen auf Schubkarren und Pritschenwagen ins Außenlager und pflegte sie in den folgenden zwei Wochen. Der Mangel an Medikamenten, Heizmaterial und sauberer Kleidung erschwerte die Behandlung der Häftlinge aus Überlingen. Bis zum 22. April starben 20 Häftlinge des Transports.

## Nach der Befreiung
Am 22. April 1945 befreiten Verbände der 1. Französischen Armee Saulgau ohne auf wesentlichen organisierten deutschen Widerstand zu stoßen. Kurz zuvor hatte Lagerführer Geiß eine „Evakuierung“ der gehfähigen Häftlinge angeordnet. Der Marsch nach Friedrichshafen wurde kurz außerhalb von Saulgau abgebrochen; die Häftlinge kehrten ins Außenlager zurück. Die SS-Wachmannschaft floh vor Eintreffen der französischen Streitkräfte in Zivilkleidung; ebenso verließ ein Teil der Häftlinge überwiegend deutscher Nationalität das Lager. Am 23. April beschlagnahmte die französische Armee das Saulgauer Krankenhaus für die erkrankten KZ-Häftlinge; vorläufiger Chefarzt wurde der bisherige Häftlingsarzt. Bis Ende August 1945 starben weitere 17 der befreiten Häftlinge an den Folgen der Haft. Auf dem Saulgauer Friedhof wurden insgesamt 35 Häftlinge bestattet. 1946 errichtete die Stadt an den Gräbern ein Holzkreuz mit der Inschrift „Hier ruhen 35 Opfer des Faschismus 1945“.
Schon vor dem Einmarsch der französischen Truppen kam es zu Plünderungen in Saulgau, an denen sich sowohl Deutsche als auch KZ-Häftlinge, befreite Kriegsgefangene und Zwangsarbeiter, später auch französische Soldaten beteiligten. Entgegen der Darstellung in älterer ortsgeschichtlicher Literatur ist der Anteil der KZ-Häftlinge an den Plünderungen gering; ihnen werden 26 von 535 gemeldeten Plünderungsfällen zugeschrieben. Der überwiegende Teil der KZ-Häftlinge dürfte bis September 1945 Saulgau verlassen haben. Einige Häftlinge ließen sich vorübergehend oder endgültig in Saulgau nieder.
Die vier Häftlingsbaracken des Außenlagers wurden am 28. April 1945 auf Veranlassung des Häftlingsarztes und genehmigt von den französischen Behörden wegen Seuchengefahr niedergebrannt. Die Küchenbaracke des Außenlagers ging im Juli 1950 vermutlich durch Blitzschlag in Flammen auf. Auf dem Gelände des Außenlagers entstand 1968 ein Einkaufszentrum; dabei wurden die noch vorhandene Waschküche sowie die Fundamente der Baracken beseitigt.
Die französischen Besatzungsbehörden transportierten zwischen Juli und September 1946 knapp 300 der bei Kriegsende in Saulgau verbliebenen Halbschalen per Zug nach Puteaux bei Paris. Gut 100 der von den Häftlingen produzierten Halbschalen verblieben in der Gegend von Saulgau und wurden unter anderem in der Landwirtschaft oder in Kleingärten verwandt, beispielsweise als Witterungsschutz für Holzstapel oder als Dach von Gartenlauben. In den 1990er Jahren wurden Halbschalen an Museen abgegeben.
Die juristische Aufarbeitung der Konzentrationslagerverbrechen erfolgte in der amerikanischen Besatzungszone in den Dachauer Prozessen. In Dachau wurden sieben Angehörige des Saulgauer Wachpersonals angeklagt, darunter Lagerführer Sengenberger. Sengenberger wurde zu einer Haftstrafe von fünf Jahren verurteilt, die anderen Angeklagten erhielten Freiheitsstrafen zwischen 18 Monaten und drei Jahren. Vom Tribunal Général de Rastatt, dem Militärgericht für die französische Besatzungszone, wurden drei weitere in Saulgau tätige SS-Mitglieder zu Freiheitsstrafen zwischen fünf und neun Jahren verurteilt. Die deutsche Justiz leitete 1970 ein Ermittlungsverfahren gegen Angehörige der Wachmannschaft des Außenlagers Friedrichshafen ein. 1973 trennte die Zentrale Stelle der Landesjustizverwaltungen zur Aufklärung nationalsozialistischer Verbrechen in Ludwigsburg das Ermittlungsverfahren zum Saulgauer Außenlager vom Friedrichshafener Verfahren ab. Zu beiden Außenlagern wurden insgesamt 70 Zeugen vernommen, fast ausschließlich Funktionshäftlinge und SS-Angehörige. Das Ermittlungsverfahren zu Saulgau wurde im Oktober 1975 eingestellt, da sich keine Hinweise auf Tötungsverbrechen ergeben hatten.
Fünf ehemalige Saulgauer KZ-Häftlinge, darunter der Lagerälteste, waren 1951 Angeklagte in einem Prozess vor dem Landgericht Ravensburg. Den insgesamt 17 Angeklagten wurde die Beteiligung an 47 Einbruchsdiebstählen mit einer Beute von 100.000 DM innerhalb von vier Jahren vorgeworfen. Der Lagerälteste wurde am 25. Juni 1951 zu vier Jahren Zuchthaus verurteilt. Bei der Urteilsfindung berücksichtigte das Gericht die wirtschaftliche Not der Nachkriegszeit sowie die Lebenssituation der ehemaligen Häftlinge, die sich nach der Befreiung vergeblich um einen Wiedereinstieg in ein normales Leben bemüht hätten. Die ausführliche Berichterstattung in den regionalen Medien über den bis dahin größten Prozess der Nachkriegszeit in Oberschwaben machte die Existenz eines Außenlagers in Saulgau erstmals einer breiten Öffentlichkeit bekannt. Das dabei vermittelte Bild der KZ-Häftlinge bestimmte teilweise noch Anfang der 1990er Jahre deren öffentliche Wahrnehmung.
Bis 2019 stand auf diesem Gelände des Lagers ein Einkaufszentrum. Das Gelände wurde von der Firma Claas Bad Saulgau gekauft, dem Nachfolger der Bautz AG. Am Rande des Parkplatzes erinnert ein Denkmal an die Opfer.

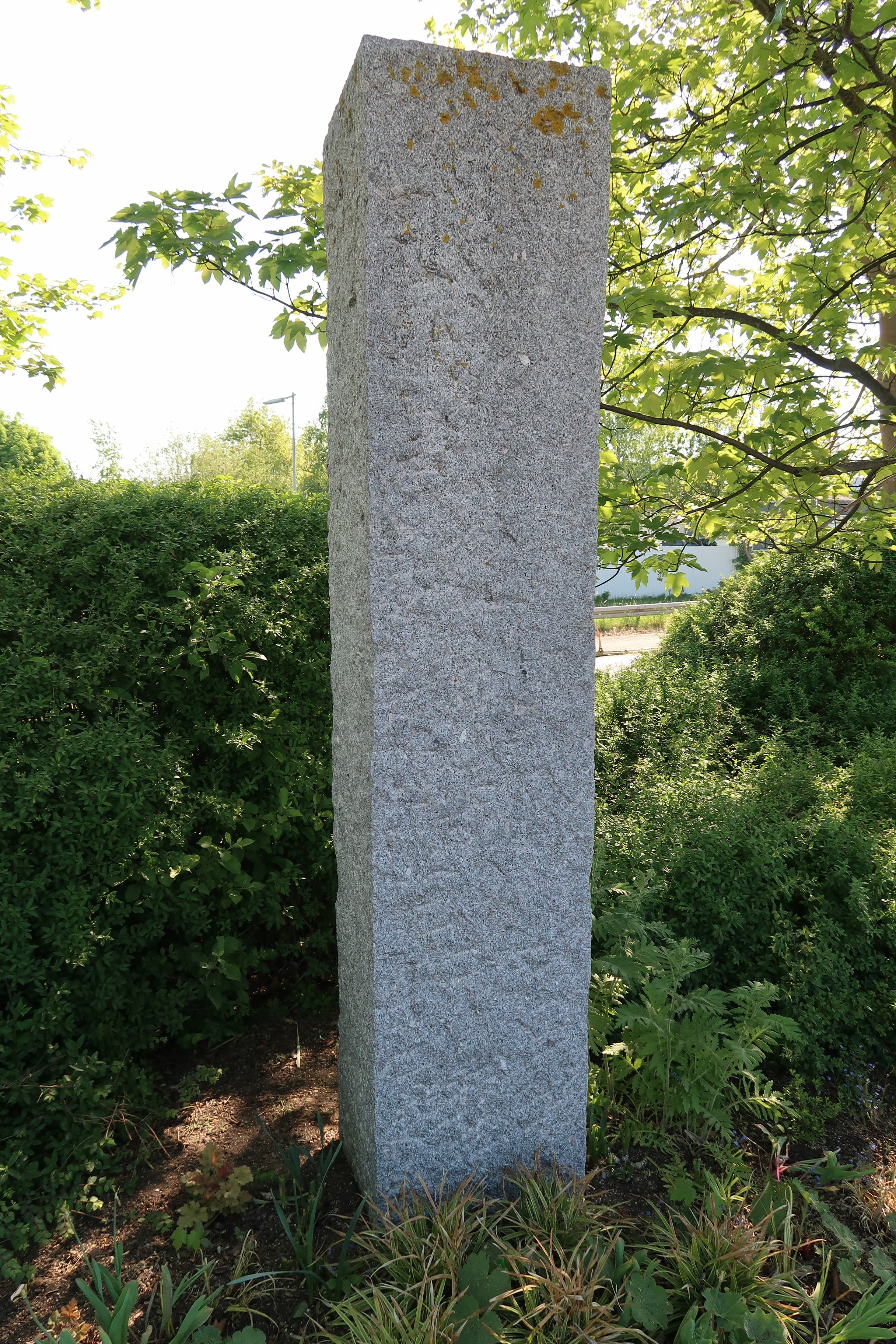
Denkmal an der Altshauser Straße